# Église Saint-Jean-le-Précurseur de Riga
L'église orthodoxe Saint-Jean-Baptiste de Riga (nom complet : Église orthodoxe de la décapitation du prophète, précurseur et baptiste Saint-Jean) est un lieu de culte de l'Église orthodoxe lettone de Riga, en Lettonie. Elle est l'une des plus grandes églises orthodoxes de Riga.

## Histoire
L'histoire de l'église est liée à l'église voisine de Tous-les-Saints et à l'icône de Notre-Dame de Kazan. Avant la Première Guerre mondiale, la congrégation de Saint-Jean le Précurseur était située dans l'église orthodoxe en bois de Tous les Saints. C'était l'une des églises orthodoxes les plus visitées de Riga.
La construction de l'église en pierre a commencé en 1913. Après la Première Guerre mondiale, qui perturba la construction, l'église fut endommagée par les bombardements. Des services religieux ont également eu lieu dans l'ancienne église en bois après la guerre. L'église achevée fut consacrée le 19 septembre 1934. L'ancienne église en bois, également dédiée à Saint Jean le Précurseur, a été rebaptisée Église de l'Icône de Notre-Dame de Kazan.
L'Église présente des éléments Art nouveau (l'un des rares édifices de culte de ce type à Riga). De 1995 à 1996 un clocher a été construit.